# Ptilodontella cuculla
Ptilodontella cuculla är en fjärilsart som beskrevs av Eugen Johann Christoph Esper 1786. Ptilodontella cuculla ingår i släktet Ptilodontella och familjen tandspinnare. Inga underarter finns listade.